# Volvo S70
La Volvo S70 è un modello di automobile costruito dalla casa automobilistica Volvo dal 1996 fino al 2000 appartenente al segmento delle berline di grandi dimensioni. La S70 è stata sostituita dalla S60.

## Caratteristiche
Nonostante la denominazione S70 risalga al 1996, il modello di auto in realtà era il restyling della 850 berlina, con alcune modifiche estetiche limitate principalmente al frontale e alle finiture dell'abitacolo.
Il nuovo nome rispecchiava l'intenzione della Volvo di nominare le proprie autovetture in base al tipo di carrozzeria, nello specifico, S per le berline (sedan), V per le station wagon (versatility), C per le coupé e le cabriolet e XC per i veicoli a carattere fuoristradistico.
Sotto il punto di vista della sicurezza automobilistica è stata sottoposta al crash test dell'Euro NCAP nel 1998 riportando la classificazione di 4 stelle.
La produzione parte nel fine del 1996 nello stabilimento di Halifax in Canada insieme alla sorella station wagon V70. Il 18 dicembre 1998 lo stabilimento canadese venne chiuso e la produzione della S70 venne spostata in Svezia nello stabilimento di Torslanda, mentre quella della V70 venne spostata in Belgio a Ghent.

## Motori
| Modello    | Tipo    | Potenza | 0-100 km/h | Vel. Max. km/h |
| 2.0 10V    | benzina | 126cv   | 11,7 s     | 195            |
| 2.0 T 20V  | benzina | 179cv   | 9,3 s      | 215            |
| 2.0 T5 20V | benzina | 226cv   | 7,6 s      | 240            |
| 2.3 T5 20V | benzina | 240cv   | 7,0 s      | 245            |
| 2.0 R 20V  | benzina | 226cv   | 7,7 s      | 240            |
| 2.3 R 20V  | benzina | 250cv   | 6,7 s      | 250            |
| 2.5 TDI    | diesel  | 140cv   | 9,9 s      | 200            |